# Dwór z otoczeniem parkowym w Bolechowicach
Dwór z otoczeniem parkowym w Bolechowicach – dwór znajdujący się w województwie małopolskim, w powiecie krakowskim, w gminie Zabierzów, we wsi Bolechowice.
Obiekt wraz z otoczeniem ogrodowym i drzewostanem wpisany został rejestru zabytków nieruchomych województwa małopolskiego.

## Historia
W 1243 roku biskup krakowski Jan Prandota otrzymał część Bolechowic od króla Bolesława Wstydliwego. Z czasem całe Bolechowice stały się własnością Kościoła. Dwór wybudowany został w XVIII w. jako własność biskupów krakowskich. Był z nim związany biskup Jan Paweł Woronicz. Pod koniec XVIII wieku wieś została przejęta przez państwo i sprzedano ją osobom prywatnym. Około połowy XIX wieku majątek należał do Feliksa Bochenka, a następnie do Stanisława Ożegalskiego (1846–1899) i jego żony Jadwigi. Po śmierci Stanisława wieś odziedziczył jego syn-Michał Ożegalski. W 1974 roku majątek zakupił i poddał gruntownej restauracji pisarz Janusz Roszko, a po jego śmierci w 1995 roku stanowi własność rodziny.

## Architektura
Dwór został wybudowany w drugiej połowie XVIII w. w stylu klasycystycznym na planie kwadratu. Obiekt posiada zwartą, kubiczną formę. Od frontu, z obu stron wejścia znajdują się pojedyncze toskańskie półkolumny, które poprzez imposty wspierają okap dachu. Wejście od strony ogrodu poprzedzone jest gankiem z dwoma parami toskańskich kolumn, które podpierają balkon na piętrze. Dwór nakryty jest dachem łamanym, z dwoma dachowymi wystawkami zwieńczonymi trójkątnymi szczytami znajdującymi się na osi domu. Wystawka od strony ogrodu ozdobiona jest po bokach pilastrami.

## Zabudowania dworskie
Drewniany spichlerz z 1763 roku rozebrano z zamiarem przeniesienia do projektowanego skansenu w Krzesławicach. Obok posiadłości zabezpieczono fragment muru dawnej stajni.

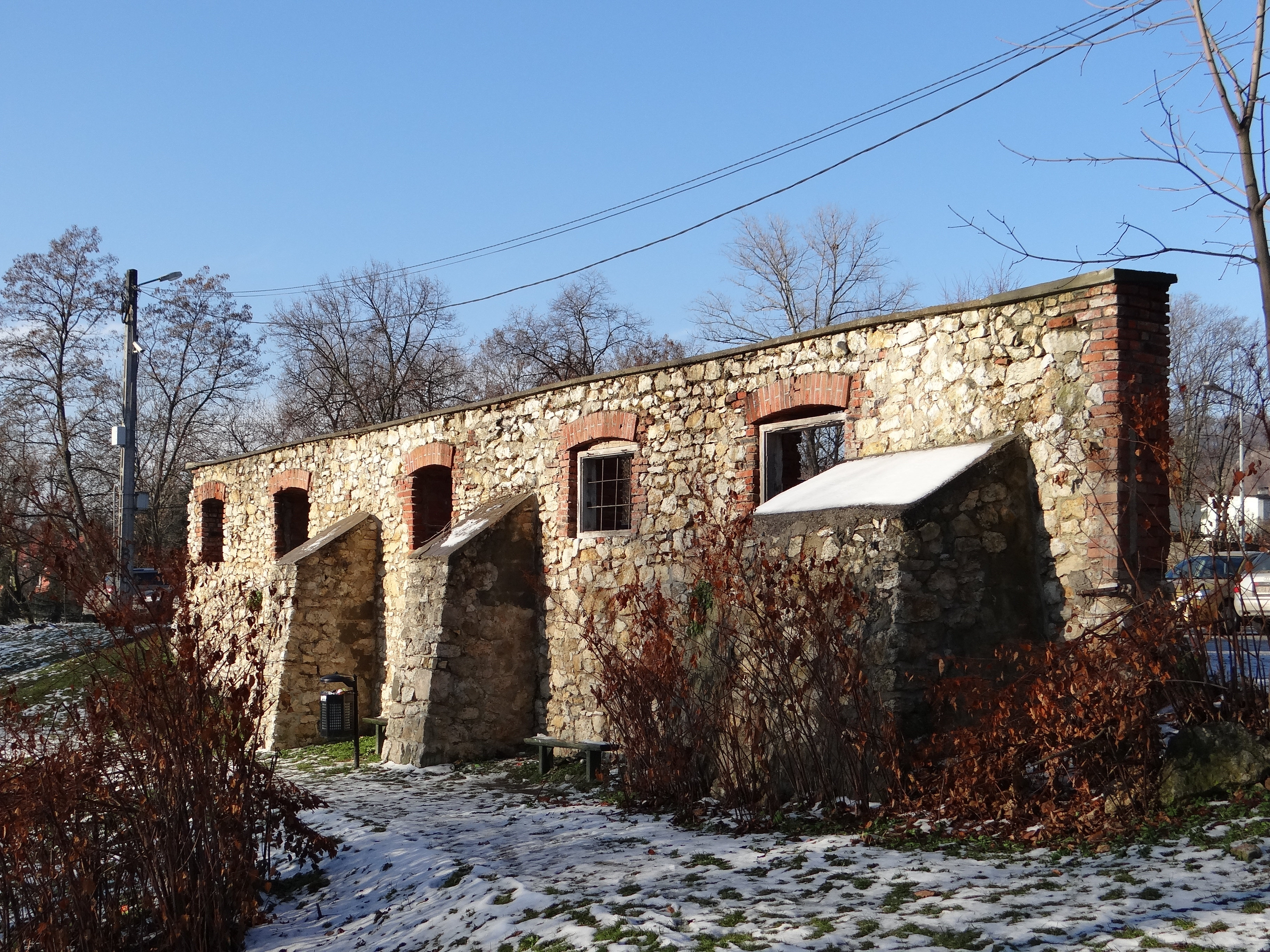
Pozostałość po zabudowaniach dworskich – fragment stajni

## Park
Park krajobrazowy z kompleksem stawów rybnych powstał w połowie XIX wieku.